# Trädgårdstomte

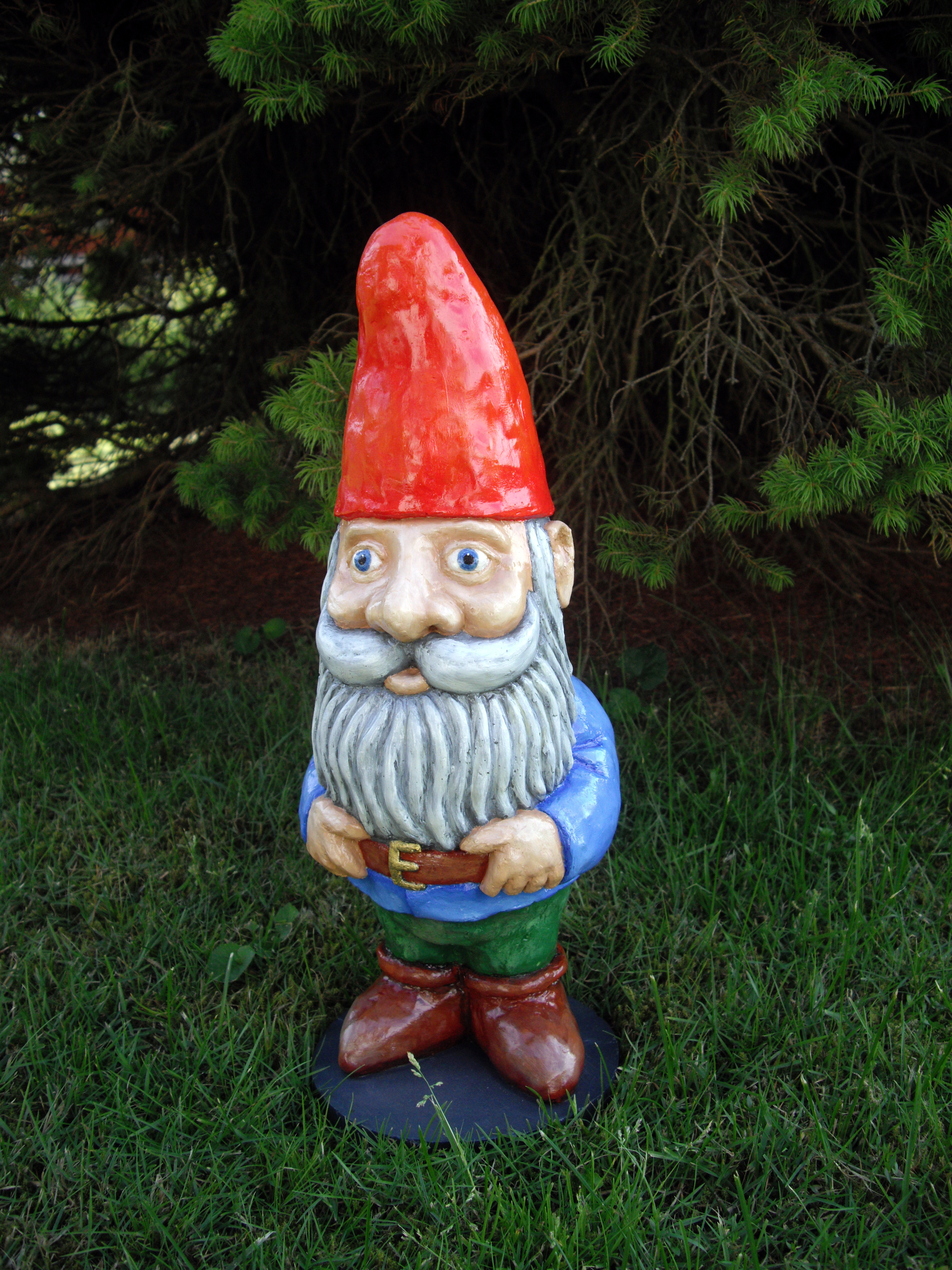
Typisk trädgårdstomte

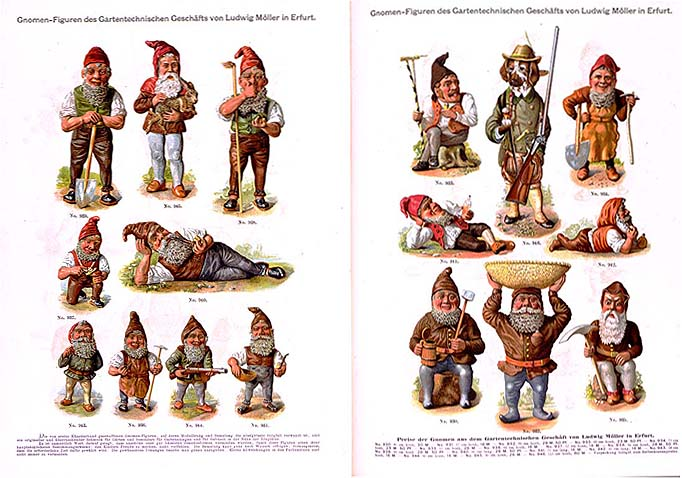
Katalog över trädgårdstomtar från 1910

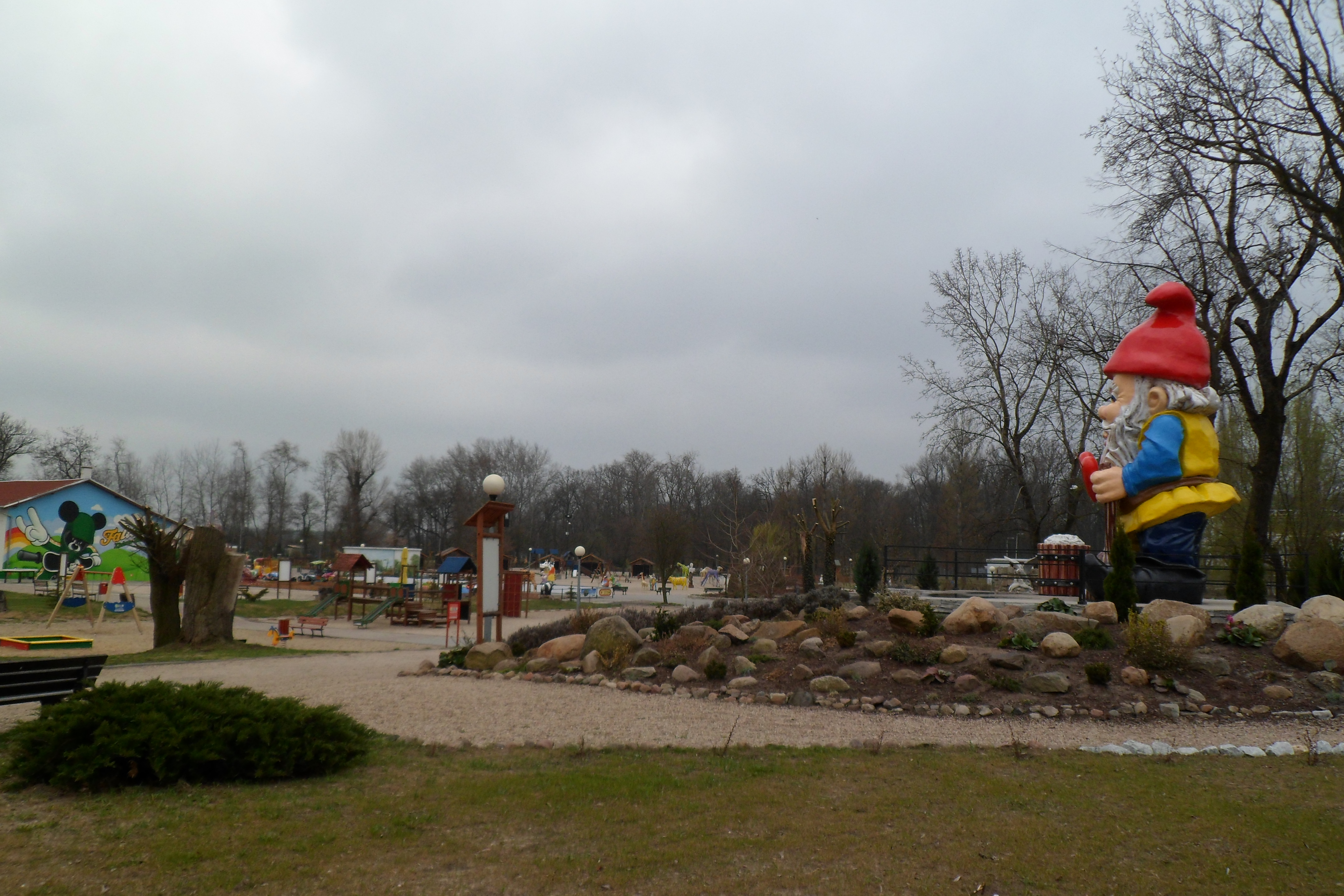
Världens största trädgårdstomte enligt Guinness rekordbok (2009) finns i Nowa Sól, Polen. Den är 5,41 meter hög, kallas Solus och står i en av stadens lekparker.

En trädgårdstomte är en skulptur föreställande en tomte, som man kan ha som dekoration i sin trädgård. Storleken varierar men höjden brukar vara mellan 15 och 45 cm. Vanligen är den serietillverkad i plast eller lergods och kan köpas i många trädgårds- och inredningsbutiker.

## Historia
Trädgårdstomten har sitt ursprung i renässansens trädgårdskonst och därmed går inspirationen tillbaka ända till antiken med dekorativ skulptur i trädgårdar. Under renässansen i Italien fanns det statyer föreställande dvärgar ("gobbi"). Dessa var utförda i en större skala och inte klädda som senare trädgårdstomtar och hör snarast ihop med Commedia dell'Arte-traditionen. På 1700-talet cirkulerade gravyrer föreställande sådana figurer vilket ledde till ett uppsving för dekorativa skulpturer i överklass-trädgårdar i Tyskland. Under 1700-talet tillverkades även mycket porslinsfigurer, och då även tomtar, men dessa var menade att placeras inomhus och var i en mindre skala.
Trädgårdstomtens klassiska utseende går dock snarare tillbaka på den nordeuropeiska folktron med övernaturliga småfolk. I Sverige fanns gårdstomten med stort vitt skägg och luva. I Tyskland var tomtar små dvärgar som arbetade med gruvdrift. Den klassiska tomtemössan och jackan var i Tyskland kläder som användes av gruvarbetare.
Runt mitten av 1800-talet startades ett antal firmor i Tyskland, oklart vilken som var tidigast, som i större skala började tillverka tomte-skulpturer menade att placeras i trådgårdar och med det typiska utseende som blivit känt som trädgårdstomtar. Dessa tidiga trädgårdstomtarna tillverkades i terrakotta och handmålades. Bland de äldsta tillverkarna var Alfred Baehr och Johan Maresch vars företag var igång 1841. De tillverkade tomtestatyer i lera, ofta i storleken 60 till 90 cm. Från 1863 började de exportera utomlands. En annan tidig firma var Eckardt och Mentz. I orten Gräfenroda fanns tillverkarna Heissner och familjen Griebel. Både företagen finns fortfarande kvar men tillverkar nu trädgårdstillbehör i allmänhet. Efter första världskriget blev det en nedgång och många av de ursprungliga företagen lades ner. Eventuellt kan det ha berott på trädgårdstomtarnas association med Tyskland.
Trädgårdstomtarna spreds genom Centraleuropa och sedan till England och Amerika. Till England introducerades trädgårdstomtarna av Sir Charles Isham som byggde en stenträdgård vid sitt gods på 1840-talet som han befolkade med en massa små tomtar. I USA startades tillverkning främst av invandrande européer under 1900-talet, till exempel A. Silvestri Co. Fine statuary.
Efter andra världskriget tillkom nya tillverkningsmetoder, först i betong men sedan i olika sorters plast. Tomtarna blev ofta mindre detaljerade och fick ett naivare utseende än på 1800-talet. Filmen Snövit och de sju dvärgarnas framgång bidrog förmodligen också till det. I Östtyskland blev trädgårdstomtar en billig produkt som kunde exporteras och vid en tidpunkt fanns det 16 olika tillverkare av trädgårdstomtar i Gräfenroda, vilket ju också visar på tomtarnas fortsatta popularitet.
Trots att de ofta förknippas med dålig smak så ökade trädgårdstomtens popularitet i slutet på 1900-talet där den ofta placerades i allmänhetens villa-trädgårdar. På 1980-talet modifierades trädgårdstomten, istället för de traditionella trädgårdsarbetande tomtarna så introducerades skämtsamma tomtar, ofta i olika vulgära poser eller situationer, men även kvinnliga tomtar. De flesta tomtarna masstillverkas i Östeuropa.

## Stölder av trädgårdstomtar
Skämtsamma stölder eller "befrielser" av trädgårdstomtar har blivit något av en sport för somliga. I exempelvis Frankrike finns en organisation som kallar sig Trädgårdstomtarnas Befrielsefront, som kidnappar figurerna och "återför" dem till skogen. Organisationen menar, att trädgårdstomtar far illa av att vara "instängda" i folks trädgårdar.
Trädgårdstomtar har även blivit föremål för en sorts skämt-typ som kallats roaming gnome. En tomte stjäls ur en trädgård och tas sedan med på resor runt om i världen där den fotograferas och sedan återlämnas tillsammans med fotografierna, som om att tomten återkommit från en resa. Roaming gnome-skämtet populariserades genom filmen Amelie från Montmartre, men hade förekommit även innan.